# Lucy Gordon (escritora)
Lucy Gordon es una popular escritora británica de más de 75 novelas románticas. Comenzó trabajando en una revista femenina británica, pero desde 1984 ha publicado sus novelas en Mills & Boon.

## Biografía
Comenzó trabajando en una revista femenina británica, donde entrevistó a hombres famosos como Sir Roger Moore, Sir Alec Guinness, Warren Beatty, Richard Chamberlain y Charlton Heston.

## Premios
- Song of the Lorelei: (1991) ganadora del Premio RITA a la mejor novela
- His Brother's Child: (1998) ganadora del Premio RITA a la mejor novela

### Novelas
- Legacy of Fire (1984)
- The Judgement of Paris (1984)
- Enchantment in Venice (1985)
- Island of Dreams (1985)
- Cold Hearted Man (1985)
- Take All Myself (1985)
- Virtue and Vice (1985)
- My Only Love, My Only Hate (1986)
- Once upon a Time (1986)
- Golden Boy (1987)
- A Pearl Beyond Price (1987)
- A Fragile Beauty (1987)
- Just Good Friends (1987)
- Eagle's Prey (1987)
- A Night of Passion (1988)
- A Woman of Spirit (1988)
- For Love Alone (1988)
- Bought Woman (1989)
- Convicted of Love (1989)
- Vengeance is Mine (1989)
- A True Marriage (1989)
- Song of the Lorelei (1990)
- The Sicilian (1991)
- On His Honor (1991)
- Outcast Woman (1992)
- Heaven and Earth (1992)
- Married in Haste (1993)
- Instant Father (1993)
- Royal Harlot (1994)
- Uncaged (1994)
- Seduced by Innocence (1994)
- Two-faced Woman (1995)
- This Man and This Woman (1995)
- For the Love of Emma (1996)
- Rebel in Disguise (1996)
- This Is My Child (1996)
- His Brother's Child (1997)
- Beauty and the Boss (1997)
- Forgotten Fiancee (1998)
- The Diamond Dad (1998)
- Be My Girl (1998)
- Anything, Any Time, Any Place (1999)
- Farelli's Wife (1999)
- Tycoon for Hire (1999)
- Rico's Secret Child (1999)
- Taming Jason (1999)
- For the Sake of His Child (2000)
- The Sheikh's Reward (2000)
- For His Little Girl (2000)
- The Stand-In Bride (2001)
- A Convenient Wedding (2002)
- Princess Dottie (2002)
- His Pretend Wife (2002)
- The Monte Carlo Proposal (2004)
- The Italian's Rightful Bride (2005)
- Married Under the Italian Sun (2006)
- Italians Wife By Sunset (2007)
- The Mediterranean Rebel's Bride (2007)
- One Summer in Italy... (2007)
- The Italian's Passionate Revenge (2008)
- The Italian's Cinderella Bride (2008)

### Serie Farnese Brothers
1. Rinaldo's Inherited Bride (2004)
2. Gino's Arranged Bride (2004)

### Serie Rinucci Brothers
1. Wife and Mother Forever (2005)
2. Her Italian Boss's Agenda (2005)
3. The Wedding Arrangement (2006)
4. The Italian's WIfe By Sunset (2007)
5. The Mediterranean Rebel's Bride (2007)
6. The Millionaire Tycoon's English Rose (2007)

### Serie Italian Grooms
1. Wife by Arrangement (2001)
2. Husband by Necessity (2001)
3. Bride by Choice (2001)

### Serie The Counts of Calvani
1. The Venetian Playboy's Bride (2003)
2. The Italian Millionaire's Marriage (2003)
3. The Tuscan Tycoon's Wife (2003)
4. Wedding in Venice (2003)

- The Counts of Calvani (Omnibus) (2006)

### Serie Simply The Best
- Daniel and Daughter (1997)

### Serie Maybe Baby
- The Pregnancy Bond (2002)

### Serie Multi-autor Ready for Baby
- The Italian's Baby (2003)

### Serie Multi-autor Heart to Heart
- A Family for Keeps (2005)

### Colecciones
- Kids and Kisses (2000)

### Antología en colaboración
- Blood Brothers (2000) (con Anne McAllister)
- Latin Lovers (2000) (con Lynne Graham y Penny Jordan)
- Christmas with a Latin Lover (2001) (con Lynne Graham y Penny Jordan)
- Making Babies (2001) (con Miranda Lee y Carole Mortimer)
- Maybe Baby! (2002) (con Diana Hamilton y Susan Napier)
- His Majesty's Marriage (2002) (con Rebecca Winters) (The Prince's Choice / The King's Bride)
- Mediterranean Millionaires (2003) (con Lynne Graham y Michelle Reid)
- Coming Home for Christmas (2003) (con Helen Bianchin y Rebecca Winters)
- Coming Home (2004) (con Helen Bianchin y Rebecca Winters)
- Claiming His Mistress (2004) (con Helen Bianchin y Sharon Kendrick)
- A Convenient Proposal (2004) (con Helen Bianchin y Kate Walker)
- Desert Princes (2007) (con Michelle Reid y Alexandra Sellers)
- Whose Baby? (2007) (con Caroline Anderson y Jessica Hart)